# 富田木歩
富田 木歩（とみた もっぽ、1897年〈明治30年〉4月14日 - 1923年〈大正12年〉9月1日）は大正期の俳人。本名は一（はじめ）。東京市本所区新小梅町（現在の東京都墨田区向島一丁目）生まれ。最初の俳号は吟波、後に木歩と号す。
誕生の翌年、高熱のため両足が麻痺し生涯歩行不能となる。俳号の木歩は、彼が歩きたい一心で自分で作った木の足に依る。富田木歩は歩行不能、肺結核、貧困、無学歴の四重苦に耐えて句作に励み、「大正俳壇の啄木」と言われ将来を嘱望されるが、関東大震災で焼死した。26歳の生涯であった。

## 生涯

### 生い立ち
富田家は旧家で代々、向島小梅村近辺の大百姓だった。木歩の祖父は明治のはじめに向島に初めて芸妓屋を開いて花街の基礎を作った人で、言問にあった竹屋の渡しも所有していたが、その七男丑之助すなわち一の父親は、万事派手で博打好きで、分けてもらった財産のあらかたを無駄に使い尽くし、おまけに1889年（明治22年）の大火で屋号「富久」の本家も資産の大方が灰に帰すと、1897年（明治30年）ごろには丑之助一家は、小梅町の一角に鰻屋「大和田」をやっと開いているだけの貧乏所帯だった。
父丑之助、母み禰の次男として生まれた木歩の本名は一（はじめ）。一が生まれた時、既に長男の金太郎、2人の姉、長女富子と次女久子がいた。「次男を一（はじめ）と名付けたのは母の実兄、野口紋造に子供がないことと、口減らしの意味もあって妹の次男を養子に貰い受ける約束で、そう命名して産着を贈って祝った。名は一の字をハジメと呼ぶのだが、家の者はみな一（はじめ）をイチとして、イッチャンと呼ぶならわしになってしまった。」
木歩は、1歳の時に高熱を出して両足が麻痺してしまい、長じるに従って、腰から下が目立って細くなり、特に膝から下は萎びた細い脛がだらりとぶら下がっているだけで、生涯歩けない体となってしまった。両足がきかなくなって、家の中を這いずるか、躄（いざ）っていたという。養子の約束は伯父の方から破約された。そして弟の三男利助が生れ、更に2人の妹、三女まき子、四女静子と兄弟は7人となり所帯はますます苦しくなった。その上、無情にも弟利助は聾唖者だった。
「母親のみ禰は無学の上に、酒と花札と不動明王詣を生き甲斐としている働きのない女だった。毎月、木歩を背負って富田家の菩提寺である向島最勝寺 (江戸川区)（さいしょうじ）の目黄（めぎ）不動尊へお詣りに通ってはくれても、小学校へ負ぶって通わせようなどとは思いつきもしなかった。」

### 少年期
木歩は、小学校に行きたかったが、身体障害と貧しさのために、小学校にも通えず、無就学児童となった。当時の「いろはがるた」や「軍人めんこ」で文字を姉の富子や久子に読んで貰い覚えた。頭脳明晰の木歩少年は早くも巖谷小波のお伽噺や小波主筆の「少年世界」を読めるようになった。少年雑誌のルビ付きで難しい漢字をも会得した。また小波の俳句によって十七文字の日本特有の短詩の存在をおぼろげに知った。
1907年（明治40年）8月に全国的な大水害で、隅田川が決壊する大洪水があり、店は軒先まで水没して、家や店は大きな被害を受けた。父丑之助は店の再興資金のために、二人の姉は上州高崎の遊郭へと売られて行き、足萎えの木歩にも玩具造りの内職をさせて、苦しい家計を助けさせるに至った。さらに、3年後の1910年（明治43年）木歩13歳の8月にも、関東一円から宮城県下まで大洪水で、東京府内では隅田川ほとりの町が最も惨状だった。富田家はこの大洪水によって大打撃を受け、いよいよ貧困に陥った。1912年（大正元年）父親も不遇のうちに世を去ってしまった。
家業は兄金太郎が継いだが、一向に暮らしは立たず、小梅町の店をたたみ、母と弟妹を連れて本所仲之郷の小店に引越し、そこで再び鰻屋「大和屋」の暖簾を掲げた。金太郎は浅草の馬肉料理屋の中居をしていた、身寄りもない梅代と結婚した。梅代は片足が不自由だった。
1913年（大正2年）16歳の木歩も口減らしのために、近所の型屋と呼ばれる友禅型彫師の高木伊三郎の店へ徒弟奉公に出された。勿論、木歩は歩けないので、四つん這いで働いていた。辛い仕事であったが、そこで仕事上では兄弟子の土手米造と出会った。広島県生まれ、二つ年下の14歳の米造は、冷たい朋輩の中で、木歩に優しく親しんだ。だが、その米造が主人から暇を取って郷里広島県へ戻った。木歩は話し相手もなく、友禅型彫りの仕事も辛い仕事であり、果てしなく続く陰湿ないじめに、ついに耐えられずその年の冬、家に戻った。半年の奉公だった。だが戻った「大和田」に木歩の居場所はなかった。木歩の奉公に出ている半年の間に嫂の梅代は子を生み、「大和田」は兄夫婦中心の家になっていた。
同じ向島の小梅町から移ってきたとはいえ、金太郎一家は余所者である。世間の人々の陰口で「殺生をして商いをする家だから、二人も不具者が出たのだ」と言われたり、店の客商売にも障りとなるのを知って、木歩と母、弟、妹らは裏の叔母、野口みよの小さな家に同居させて貰うことになった。叔母は鰌（どじょう）屋の板前の良人をもつ貧しい生活だったが、あたたかい善意の人で、その甥たちを迎え入れてくれた。
叔母の家に移る前、木歩は、叔母が買い与えた細い材木で、苦労して松葉杖と義足を作った。しかし、結果は無惨であった。弟妹に助けられて立ち上がることは出来ても、そこから一歩踏み出そうとすると、木歩はまるで丸太が倒れるように、顔面から床に落ちた。何度やってみても、ただの一歩すら進むことが出来なかった。細く萎えた下肢には、身体を支える力などなかったのである。木歩の歩く夢はこうして儚く潰え去った。母たちも何にも言えず涙ぐんだ。
大好きな少年雑誌を読むことと、そのころから見よう見まねで始めた俳句だけを心の支えとして、吟波の俳号で俳句の試作を始めた。木歩の俳句との出逢いは1913年（大正2年）頃、少年雑誌の中にあった巌谷小波の俳句のページに惹かれ、俳句を作るようになったという。木歩のために、雑誌を買って来てやる役を親切にしたのは、従兄弟の富田松雄だった。この従兄弟も足こそ満足だが、聾唖者だった。
木歩は、はじめ「石楠（しゃくなげ）」主宰の臼田亞浪が選をする「やまと新聞」俳壇に投句し入選をつづけ、1914年（大正3年）「ホトトギス」8月号の、投句資格が初めて句作する人に限られた「俳句の作りやう」欄に吟波の名で投句した、「朝顔や女俳人の垣穂より」の一句が「少年吟波」の名で初入選した。原石鼎は忙しい中を再三指導に来てくれた。三度の食事を二度にしなければならないような、放浪困窮の生活を味わってきた石鼎は、吟波の家の貧しさにもそう違和感を抱かずに、来てくれるのだった。しかし、石鼎はあまりにも芸術家的であり、放浪型の天才肌のそのタイプには、吟波にはなじめない何かがあったのである。」  その後、原石鼎から遠ざかり「ホトトギス」からも離れた。

### 青年期
1915年（大正4年）、木歩は臼田亞浪に師事、「石楠（しゃくなげ）」に投句した。臼田亞浪の真実を重んじる句風なり、生き方なりに共鳴するものがあったからだった。
「どうやったところで、石鼎のような自然を詠むこと、芸術的な感覚を主にした作品の世界に入りこんでしまうことは、吟波にはとても出来ないことだった。現実の中で現実を詠んでいくよりない。苦しくても貧しい身の周りであろうとも、それを現実としてガッチリ受けとめ、その生活の中に詩を見つけていくより仕方ないのだ。吟波はそういう文学観、人生観を自然に会得していた。木の足に頼ることを諦めるより仕方なくなって、歩けない自分のままで生きるしかないのだという覚悟が、揺るぎなく坐ってきたように、一つの人生観が出来ていたとも言えるのだろうか…。ともかく、吟波は自分の身の周りから俳句を生んでいこうと、眼をこらし、心を澄ますことに熱中するのだった。」
その年、富子と久子と金太郎の三人が金を出し合い、本所仲之郷曳舟通りの棟割長屋を借りてくれた。木歩は、母み禰、弟利助、妹のまき子と静子らと一緒に叔母の家からそこへ移った。長姉の富子はその頃、須崎の芸妓屋「新松葉」の主人白井浪吉の妾となって、高崎から向島へ戻ってきており、次姉の久子は北海道の昆布商人の妾となって小樽に移り住んでいた。まき子は印刷工場に通い、利助は玩具店で働きはじめた。母み禰と木歩はその玩具店から人形の屑削り（鋳型の泥人形のふちの屑を削り取る作業）の内職を回してもらった。だが、その仕事は不定期で収入が安定せず、少しでも日銭を稼ごうと駄菓子屋も始めた。開店の費用は、富子と久子が都合してくれた。
1916年（大正5年）、木歩は棟割長屋の駄菓子屋の入口に「小梅吟社」の看板を掲げた。広島に帰っていた、土手米造が再び上京し、旧交をあたため、木歩の俳句の弟子となり、句作に熱心だった。木歩は米造の俳号を「波王」と名付けた。かつての型紙職人の朋輩を誘って、ほかに近くの向島医院の代診の亀井一仏など数人の弟子ができた。「小梅吟社」に近所の若い職工などもやって来るようになった。また木歩は、父や兄が遊び人であったおかげで藤八拳や花札がめっぽう上手く、百人一首にも長じていたため、小梅吟社は俳句団体というより少年少女の倶楽部であり、若者らの明るい声に包まれる社交場となった。
実際、木歩のことを先生と呼ぶものは誰もおらず、皆「いっちゃん」と呼んで親しんだ。また、まき子や隣家の小鈴の美貌に惹かれてやって来る若者も少なからずあった。その後二年半、貧しいながらも明るく落ち着いた暮らしの中、木歩は一途に俳句にのめりこんでいった。
女流作家で俳人でもある吉屋信子は、1963年（昭和38年）生前の新井声風に会い話を聞き、著書「底の抜けた柄杓－憂愁の俳人たち－『墨堤に消ゆ』」の中で、木歩の若い宗匠ぶりを次のように書いている。「……その狭い長屋の六畳からはみ出るほど人が集まったとは、若くして吟波には人間の魅力があったと思える。不具にありがちな陰気な暗さやひがみはまったく彼にはなく、じつに明朗でかつもの柔らかに謙譲だった……」
木歩の置かれた苛酷な境遇と、純真な才能溢れる青年像、これは生涯の友となる声風にも驚きであった。

### 木歩と声風の出会い
1917年（大正6年）当時20歳の新井声風は慶應義塾大学部の理財科（後の経済学部）の学生であり、父は浅草で映画常設館を営む事業家、市会議員でもあった。声風は、「やまと新聞」の俳句欄を通じて知った「石楠（しゃくなげ）」の臼田亞浪を師としていた。さらに個人誌「茜」を創刊したばかりであった。声風は、悲惨な境遇にありながら、清新な句を詠む同門の吟波に前々から興味を抱いていた。
その年の初夏、本所仲之郷に住む、「小梅吟社」の吟波を訪ねた。狭い棲居の机上には「正岡子規遺稿」「水巴句集」「荷風傑作抄」「鈴木三重吉選集」が積み重ねてあった。ここで木歩は同じ年の新井声風を知り、二人は生涯の友となる。何不自由なく育った声風と何もかも不自由な木歩、この二人は尊敬し合って俳句のよき仲間、生涯の親友となっていく。身体障害と貧困のために、小学校にも通えなかった木歩が、ここに大学生の友人を得て、新しい芸術的感覚・雰囲気に触れることができた。
声風は頻繁に吟波の長屋にやって来た。その度に「ホトトギス」「海紅（かいこう）」などの新刊の俳句雑誌や「中央公論」「新潮」「新小説」「改造」などの総合雑誌も持って来て、吟波の読書用に呈した。俳句だけでなくもっと広い知識も身につけさせようとの配慮だった。声風は三男で兄二人はすでに独立し、慶應義塾卒業後は父親の経営する浅草電気館を引き継ぐことに決まっていたが、父は健在ですぐにということでもなかった。そのため、学生生活はのんびりしたもので、慌てて卒業するつもりはなく、必要最小限の勉学の他は、好きな俳句と旅に殆どの時間を費やしていた。
ある日、吟波は、声風に「俳号を変えようかと思う」と相談を持ちかけた。それは吟波と号する俳人がもう一人いたのであった。河東碧梧桐系の「射手」に属する荒川吟波という俳人で、かなり名前が売れていた人であった。声風は直ちに賛成しなかったが、木歩の真意を解し後賛成した。
その年の真夏の昼、波王は木歩の弟、聾唖者の利助を誘って隅田川に泳ぎにいった。そして、川の魔の淵といわれる小松島で溺死した。利助は慌てふためき、炎天下約一里もある仲之郷の長屋まで走り続け、木歩や妹まき子にその悲報を伝えた。波王の恋人であった妹まき子は、まさに半狂乱であった。波王の変り果てた死体は下流で三日後に見つかった。波王は享年18であった。乙字、亞浪、種茅、声風等々、俳句史に長くその名をとどめるような師や先輩からの追悼句が、まさに寒々として何もない仏前を飾った。夏の末、末妹静子は長姉久子の養女として「新松葉」に行った。そして木歩の片恋の相手であった隣の縫箔屋の娘小鈴もまた、「新松葉」に身を売って去った。そして、ついに妹まき子も姉たちと同じ道をたどり「新松葉」の半玉（はんぎょく）となった。この年の秋は木歩にとって友は失せ、ひそか片恋の想いを寄せる小鈴も妹二人も家から去っていき、ただ寂寥の秋であった。さらに、利助が波王溺死の後、風邪をこじらせ寝付き、玩具店も馘首（くび）になった。実は風邪ではなく結核だった。喀血し熱に喘いだ。
9月、声風は個人誌「茜」を3号（9月号）から同人誌とし、木歩を同人に迎えた。この頃から俳号を吟波から木歩にしたという。同人には、声風、木歩の他に同年代の黒田呵雪らが名を連ねた。その後声風の慶應義塾大学の同級生の原田種茅も同人に加わり、後に木歩とも親しく付き合うことになった。利助の病状は悪化し、起き上がれることも出来なくなり、木歩は病人と起居を共にしながら必死に看病した。その年、木歩には姪の兄金太郎と梅代の長女ハツ（3歳）が逝った。声風は「茜」12月号を休刊し、新春1月号に、「木歩句鈔」の特集を出すことを企画した。年末に、近くの女工が俳句を学ぶため木歩に入門した。伽羅女と号を名付けた。石川伽羅女である。
1918年（大正7年）、声風は「茜」1月号を「木歩句鈔」の特集号として出した。これは、臼田亞浪、黒田忠次郎、浅井意外、それに歌人の西村陽吉らが「境涯の詩人」と賞賛した。声風は「茜」2月号を休刊とし、3月号を「木歩句鈔」に対する評論特集を出した。若手評論家4人に執筆を依頼し、四人とも好意的な評を書いてくれた。なかでも歌人西村陽吉は『木歩句鈔雑感』と題し「俳壇における石川啄木」であり「生活派」の俳人と評した。声風は高浜虚子などホトトギス系の俳人との付き合いが疎遠なため、「茜」の謹呈先にホトトギス系は少なく、これで木歩が全俳壇的に知られたというまでには至らなかった。
2月、利助逝く。18歳であった。3月、まき子も結核のため家に戻って来た。木歩がつきっきりで看病するも、まき子の病状は日を追うごとに悪化し7月末、まき子も逝った。浪王一周忌の7日前であった。木歩は駄菓子屋を閉じ、帽子の裏皮つなぎの内職をした。女弟子石川伽羅女へ好意から恋心を抱く。秋、木歩は「石楠」の同人に推薦された。
「石楠」は臼田亞浪が一応主宰であったが、内実は大須賀乙字、臼田亞浪、風見明成（かざみ あきなり）の三者の鼎立でなっていた。乙字派の名和三幹竹が編集を担当していた「懸葵（かけあおい）」という俳誌（主宰・大谷句仏が、その新春号で、公然と臼田亞浪批判を行ったことから、声風は亞浪の意を汲み、声風の同人誌「茜」を休刊した。また亞浪は「石楠」には「木歩の文章に声風の添削が入っているうちは掲載を許さない」としていたので、声風は木歩の文章を掲載してくれる俳誌を探した。幸い三河で俳誌「山鳩」を主宰する浅井意外が木歩に共感を寄せ、木歩の文章を掲載してくれた。
浅井意外は「ホトトギス」の村上鬼城の信奉者であり、耳疾の鬼城と似通った境遇の木歩に力添えしてくれた。「山鳩」の雑詠選句は鬼城が担当しており、その縁で木歩の名前はホトトギス系の俳人にも次第に知られるようになった。
7月、富山県の魚津で起こった米騒動は全国に拡がり、物価はさらに一段と高じた。まき子を芸者に売った貴重な金も、物価高の前にたちまち底をつき、木歩とみ禰は食うにも事欠く有様になった。結核に感染した木歩は、12月ついに喀血を繰り返し病臥した。俳友、亀井一仏が主治医となってくれた。
1919年（大正8年）1月、重症を脱する。1月早々、声風につれられ人力車に乗り写真館に行き、生まれて初めて写真を撮った。声風が俳句雑誌「山鳩」に連載していた、木歩の句風と人を紹介する文章「俳人木歩」の完結号に写真を載せるためだった。母み禰が脳卒中で倒れた。幸い軽度ですんだが再発が懸念された。3月のはじめに木歩は、長姉富子が囲われている、向島須崎町弘福寺境内にある家に移った。妾宅で母と居候同様の保護を受けた。7月、北海道の昆布商人で次姉久子の旦那の上野貢一郎が、眼病治療のため上京して淀橋柏木に仮寓しているのを、母み禰と共に訪ね一週間滞在した。その時、母と並んで写真を撮った。これが二度目の写真撮影だった。後年、声風編「定本富田木歩全集」の扉に紹介されているこの写真は、震災後、障害者で俳人である川戸飛鴻より貸与されたのを複写したものであり、木歩の写真として世に流布されておるのは、これがその原版である。
12月末、長姉の家が向島寺島町玉の井に転居。木歩と母も同行する。木歩は喀血後の予後がまだ充分には癒えていない体だったが、毛布にくるまれ馴染みの良さん（田中良助）の俥にのせられ引っ越した。末妹静子は「新松葉」に住み込みとなり、玉の井には来なかった。当時、玉の井は田畑や牧場のある農村で、水道も電気もなく夜はランプを灯した。やがて、建築ブームが起こり私娼街が造成されていった。
畑と牧場しかない玉の井が、私娼街の姿に整うのは1921年（大正10年）以降であり、1920年（大正9年）はじめはまだ、無秩序に家普請が続いている僻地だった。あちこちに蓮田や沼があり、牧場では牛が飼われていた。玉の井の新居にも二階があり、木歩は一人の殆どの時間を二階で過ごした。須崎の華やかさに浮つきかけた木歩が、また元の俳句三昧の生活に戻れた。木歩の生涯の中でこの玉の井の頃が最も多作の時代で、連日句作に励んだ。
声風は「木歩句鈔」を編んで、「石楠」に掲載するよう亞浪に懇請した。しかし、亞浪は何故かこれを渋った。そこで声風は渡辺水巴に頼んだ。水巴は快諾して「曲水」に1920年（大正9年）7月から4回に亘って連載した。そこで声風は木歩のために、水巴の厚意を謝した。しかし声風のこうした行動は、計らずも亞浪の逆鱗に触れた。ある日、木歩を訪れた声風は、「石楠」を脱退すると告げた。「木歩句集」が「曲水」に掲載されて以来、水巴に対する声風の傾倒親密さが、亞浪の疑念を深める結果になった。
水巴主宰の「曲水」に「木歩句集」が連載されたことにより、木歩の身辺は一気に慌ただしくなった。かつての「茜」の比ではなかった。木歩の元には各地の俳誌から次々と句や文章の依頼がきた。木歩はすべて快く引きうけ、木歩の名前、人となりと作品は一気に俳壇に知られることとなった。水巴は声風を「曲水」に同人として迎えようとしたが、声風は断った。代わりに、水巴や慶應義塾大学仲間の大場白水郎らとの句会に出席させてもらうことにし、「曲水」へは句は出さずに、随筆、評論のみを投稿した。水巴は木歩にも同人の声を掛けたが、木歩も断った。
1921年（大正10年）春頃には玉の井は沼地の殆どが埋め立てられ、娼家が立ち並ぶ歓楽街となった。人形屑削りの内職をやり、夏に木歩は貸本屋「平和堂」を開業した。一部家を改造した費用や当座の仕入れ金は、姉の旦那白井が出してくれたと言われている。声風は総額40円にもなる講談本全集を書店より購入し、また自宅にあった小説や俳句関係の本を持ち込んだ。だが客の殆どは娼婦で、借りていく本も軽い黄表紙ものばかりであった。
木歩は客の来ない時には、本を読み俳句を作った。評論や手紙などは店を閉めてから夜に集中して書いた。木歩は、玉の井と聞けば誰でも真っ先に思い浮かべる「娼婦」という言葉を使って句を詠むことを殆どしなかった。この年の秋、「平和堂」の店を覗いていた一人の少年が店に入って来て、一心に書いていた木歩に、何をしているのかを問いかけてきた。俳句というものを初めて知る少年は、俳句を学ぶこととなった。少年の名は、猪場毅（いば たけし）と言ったが、間もなく宇田川芥子（うたがわ けし）の俳号をもらい弟子となった。
1922年（大正11年）の春、声風は「石楠」主宰・亞浪との確執から、「石楠」同人を脱退した。声風の「石楠」離脱半年後、木歩も「石楠」退会届を亞浪宛てに提出した。「石楠」を退会しても木歩の発表先に不自由しなかった。三河の浅井意外の「山鳩」に木歩の頁を常に用意してくれていた。長谷川春草の「俳諧雑誌」、楠部南崖（くすべ なんがい）の「初蝉」などもこぞって木歩の句や文章を掲載してくれた。随筆・研究・論文を「曲水」「初蝉」「山鳩」「俳諧雑誌」などに『新年雑筆』『名猫』『近代名句評釈』『俳壇事始』『水巴句帖について』などの題で書いた。手記『私の歴史』草稿など書き、将来を嘱望された。この年、水巴は3月から「曲水」に「一人三昧」と題する新作の発表欄を設け、木歩を客分として連載を依頼した。句は声風が選をする形をとった。俳句雑誌「初蝉」の編集長の楠部南崖が訪ねてきた。二度目だった。出版されたばかりの「水巴句帖」について熱心に話し合ったという。11月には芥子よりも2歳ぐらい年長の、和田不一（わだ ふいち）という少年が俳句を習いに通って来た。平和堂主人・富田木歩は俳句は勿論のこと俳論も随筆も書ける新進の俳人として、その特異な境涯と共に、全国的に知られる俳人となっていたのである。
その年の正月に長兄金太郎と梅代の次女、1歳のリクが逝った。そして、夏には木歩がとても可愛がっていた身寄りの無い女工の伽羅女が、結核で亡くなった。木歩は伽羅女に片想いであった。若き師の思いもつゆ知らず伽羅女は夭死した。9月半ば、再発を懸念されていた、母み禰が脳溢血で倒れ逝った。小松川景勝寺へ納骨した。木歩が大量の喀血をした。喀血した木歩のもとに俳友で医師の一仏が来てくれたが、木歩の体調なかなか回復しなかった。
声風は「木歩短冊慰安会」と銘打って短冊頒布会を行い、木歩の療養資金を集めるための計画を思いつき、賛同者を募った。「石楠」と「曲水」にその広告が掲載された。揮毫者として、渡辺水巴、臼田亞浪、岡本癖三酔、大場白水郎、井上日石（いのうえ につせき）、など錚々たる名が並んだ。黒田呵雪らに声風と木歩を加え、十人の短冊十枚一組を十円で頒布した。収益金は二百五十円にもなり全額が木歩に渡された。木歩は涙ぐみ、声を詰まらせ謝した。木歩は声風とも相談して受け取った金額全部を、主治医である亀井一仏に預けた。木歩の死の日までの療養・注射代になった。年の暮近く、木歩の体力はかなり回復し、平和堂の店番を一日坐っていられる程になった。
明けて1923年（大正12年）、長姉富子の旦那白井が浅草公園脇の一等地の料亭を買い取り、富子に天麩羅屋を開かせることになり、玉の井の家は元の娼家仕様に戻し、売りに出し、買い手もついたので、慌しく引っ越すことになった。一方で白井は木歩のために、須崎に一軒屋を借り、平和堂を続けられるように改築してくれた。その上、木歩の面倒を見るための小おんなまで雇ってくれた。須崎を選んだのは、末妹静子がそこの「新松葉」で半玉になっており、様子を見に顔を出せるからであった。
行き届いた配慮に木歩は感激した。だが白井は礼を言いたいという木歩に会おうとはしなかった。代わりに声風が木歩に頼まれて、白井に礼を述べるために会った。白井は気風のよい江戸っ子だった。声風はこの年、8年在籍した大学を卒業し、父の意向で下谷の凸版印刷に勤めた。これまでの様に、足繁く木歩のもとには行けなくなった。
富子は浅草へ移り、天麩羅屋には「花勝」という看板を掲げた。木歩の「平和堂」の引越しは声風、一仏、種茅、芥子などが集まり賑やかにそして、一気に片付いた。初めての一人暮らしであり、一人の生活を案じて、また声風や種茅が足繁く通ってきた。妹の静子やその朋輩たちも顔をみせ、かつての「小梅吟社」のように若い仲間の集まる賑やかな場ともなった。
木歩は療養に専念するため、執筆を見合わせる旨の手紙を出したりしているが、結社の枠を超越して、広く自由な研究機関を思いたち、すぐ実行に移した。「草味吟社」のグループ名で「草味十句集」を毎月編集した。印刷の雑誌ではなく半紙に清書して綴じたものを、回覧して選句したり、批評を書き加えたりする回覧雑誌だった。一人が雑詠五句・題詠五句合せて十句出す仕組であった。メンバーには、木歩、声風、種茅、呵雪、一仏、芥子、不一など顔馴染みの他に、白水郎、増田長雨（ますだ ちょうう）、福島小蕾などの錚々たる名が見られた。結社でみれば「曲水」「石楠」「俳諧雑誌」の他に「ホトトギス」系の作家もあり、場所で言えば、東京だけでなく愛知、金沢、島根から北海道に及んでいた。
「石楠」離脱後、「曲水」に特別席を与えられていたが、同人でもなく自由な無所属の立場で誰とでも交流し、公正な意見を書いていた木歩であればこそ、実現したのかもしれない。毎月送られて来る作品は、芥子と不一によって清書され、当時、画学校に通っていた芥子によって表紙絵が書かれた。人数が多くなったので、同じものを二冊作って、回覧を早くする方法をとった。印刷誌ではなかったが、メンバーといい内容といい、こうした十句集では類のない豪華なものとなっていた。そして選句の結果は毎回、南崖の好意で「初蝉」に掲載されていた。それは俳壇各派の作家が集っているという特色はもとより、充実した作品群もまた、印刷され市販されている他の俳句雑誌にも見劣りしない立派なものだった。
声風の胸の中にも木歩の胸の中にも、今は中断している「茜」を俳壇の新しい運動の拠点として、華々しく再出発させる日への期待が生き生きと燃えてくるのだった。」
弟妹につづく母の死、自らの病苦、こういう中で、声風はじめ俳句の友人は木歩を慰めようと7月、一夜の舟遊びを仕立ててくれた。参加者は木歩、声風、種茅、一仏、不一、松雄、静子、小鈴とその朋輩だった。芸妓を乗せての賑やかな船遊び。太鼓や三味線の音や、さざめく声を響かせて暗い夜の川面を屋形船の灯が過ぎていった。小松島近くでは亡き波王を偲び、手を合わせ、悼句を詠んだ短冊を流し、波王の霊を慰めた。小康状態の木歩にとって唯一の豪勢な経験だった。しかし、遂に最も苛酷な運命の日が、木歩と声風の上に襲いかかった。

### 関東大震災と木歩死去
1923年（大正12年）9月1日、午前11時58分、激しい大地震が関東地方一帯を襲った。下谷の凸版印刷で地震に遭った声風は、浅草瓦町の自宅に戻って無事を確認すると、親友の木歩のことが気になった。浅草公園の小料理屋「花勝」に寄ると、ここでも姉の富子が動けない弟の身の上を案じていた。吾妻橋を渡り須崎町の木歩の家に着いたが人影は無かった。
声風は引返して、再び土手の上を探し求めた。人混みの桜の木の下にゴザを敷いて木歩がいた。妹の静子や「新松葉」の半玉など三人ほどが囲んでいたが、女手ばかりでどうする手立てもなかった。
木歩の帯を解いて、声風はそれで木歩の体を自分の背中にくくりつけて貰った。人混みの中を一緒に逃げることは出来ない。ひとまず浅草の「花勝」を目標に、バラバラに逃げた。
火の手は方々に上がっていた。それに追われて右往左往する人々で、土手の上の混雑は物凄かった。背の高い声風だったが、腰から下は極端に痩せているとはいえ、50キロを越える体重の木歩を背負っているのだ。やっとの思いで、大川に注ぐ源森川（別名北十間川）の川口近くまで来た時、枕橋はすでに燃え落ちていた。
浅草への近道は断たれ、小梅町方向へ引き返そうとした。ところが行く手にはまた新たな火の手が上がった。川を除いて三方は全く火の海となって迫ってくる。
川の淵に出るには鉄柵を越えなくてはならない。背負ったままでは越えられなかった。傍の人に頼んで木歩を降ろした。鉄策を越えさせた木歩を、堤の芝の上に腰をおろさせて声風は屈みこんだ。
生きる道は泳ぐしかない。声風は自分一人でも泳ぎ切れるかどうか自信は無かった。まして、足の全然きかない木歩を連れてでは、半分も行かない内に、溺れてしまう。
声風は「木歩君、許して下さい。もう此処まで来ては、どうにもなりません」という声とともに、手をさし伸べた。木歩は黙ったまま声風の手を握り返した。声風は大川に身を躍らせた。数時間後、漸く対岸の竹屋の渡し付近に辿り着いた時、見返る声風の眼に向島の土手を火の旋風のはしるのが見え、次の瞬間、土手の人影は消し去られていた。 木歩は焼死した。26歳の生涯であった。

### 震災後の声風
震災から8日目に市川の兄の家に辿りついた。隅田川の亡骸は伝馬船に引き上げられて火葬された。生き残った木歩の兄や姉妹たちがその火葬の灰のひと握りを求めて、その十月に富田家父祖の菩提寺小松川最勝寺の墓に埋めた。戒名「震外木歩信士」。
三十五日の法要に墓前に集まったのは姉妹と声風たち俳友、門弟、そして木歩のながい間の片恋の妓の小鈴の姿もあった。その寺、最勝寺墓地に木犀が咲いていた。「木犀匂ふ闇に立ちつくすかな」は声風のその日の一句である。 木歩をあの地獄の墨堤に残さなければならなかった瞬間から、自分の詩魂は衰えたと言い、木歩の詩魂を生かし世に伝えるために、後半生を費やした。
木歩の最後の文章『すみだ川舟遊記』は、原稿のまま印刷所で焼失してしまった。こうした悪条件の中で声風は、木歩の作品の散失を防ぐために、木歩の作品の載っている雑誌類を集め、書いた。その甲斐あって、1934年（昭和9年）に「木歩句集」、「木歩文集」、1935年（昭和10年）に「富田木歩全集」、1938年（昭和13年）に「定本木歩句集」、1964年（昭和39年）に「決定版富田木歩全集」などが世に出た。
また、墨田区向島2丁目に、三囲（みめぐり）神社がある。境内には富田木歩の句碑もある。 富田木歩句碑は震災から一周年に、全国の俳人有志60人が浄財を出して、木歩の慰霊の為に建てたものである。建立の日、9月14日には木歩の兄金太郎、姉富子、妹静子も列席したという。句碑は社の裏手、銀杏の大木の前にある。句碑の書は臼田亞浪による。表面には「夢に見れば死もなつかしや冬木風 木歩」、裏面には「大正拾参年九月一日震災の一周年に於て木歩富田一君慰霊乃為建之友人一同」と刻まれている。
1989年（平成元年）3月に、富田木歩終焉の地である枕橋近くに、「かそけくも咽喉（のど）鳴る妹よ鳳仙花 木歩」との句碑が墨田区によって建立された。
声風亡き後も、木歩を偲ぶ会と、追善法要並びに追悼句会は、毎年、命日の9月1日前後の日曜日に、最勝寺の住職や地域の俳人によって小松川の最勝寺で催されている。

## 作品

### 木歩と俳誌「ホトトギス」
「ホトトギス」に掲載された木歩（当時の号は吟波）の句。
- 朝顔や女俳人の垣穂より 少年吟波（1914年（大正3年）8月号の「俳句の作りやう」欄 初入選）
- 水道の工事の溝や桐一葉 吟波（1914年（大正3年）10月号、「一葉」（募集俳句）高浜虚子選）
- 山眠り日傘斜めに寺の門 吟波（1914年（大正3年）12月号、「冬山」（募集俳句）原月舟選）
- 炬燵あけて猫寝たり女房干魚裂く 吟波（1914年（大正3年）12月号、「炬燵」（募集俳句）高浜虚子選）
- 窓の日や洋書の上の福寿草 吟波（1915年（大正4年）1月号、「福寿草」（募集俳句）高浜虚子選）
- 鮓の石に葉の木を置くや台所 少年吟波
- 鮒鮓や小宮の森のよしずばり 同（1915年（大正4年）8月号、「鮓」（募集俳句）二句 原石鼎選）
- 行燈の一間へだてゝ砧哉 吟波
- 菓子店や若衆相手に打つ砧 同
- 小夜砧夜着にもだゆる僧有りき 同
- 母と居て恨みなき身の砧哉 同（1915年（大正4年）11月号、「砧」（募集俳句）四句 原石鼎選）

当時はよくこのように、少年とか、十二歳とか、少年であることを注書する例が多く見られた。

### 木歩七〇句
（花田春兆選）
| 背負はれて名月拝す垣の外 哀れ我が歩みたさの一心にて作りし木の足も、今は半ば あきらめて、其の残り木も兄の家の裏垣の枸杞茂る中に 淋しく立てかけてありぬ。 枸杞（くこ）茂る中よ本歩の残り居る 火蛾の輪にランプと我とじつとあり 机見入れば木目波立つ夜寒（よさむ）かな 仁王丸を泊めて 徴（かび）臭き夜着を引き合ふ蟲の宿 鶏買ひの度はづれ声や挑の花 風呂を出て迎ひ待たれつ夏の月 我等兄弟の不具を鰻売るたたりと世の人の云ひければ 鰻ともならである身や五月雨（さつきあめ） 蟲けらの壁からも出る五月雨 蝙蝠（かはほり）や漬け物を買ふ笊（ざる）の銭 菓子買はぬ子のはぢらひや簾影（すだれかげ） 夜寒さや吹けば居すくむ油蟲 裏の叔母の転寝（うたたね）に覚めて笛人形を作り居るさまに 秋の夜や人形泣かす一つ宛（づつ） 身を売りし妹の朔日の宿下りとて来れども、奉公馴れぬ ためにやいたくやつれしさま憐れなり 居眠りもせよせよ妹の夜寒顔 十五夜や母の薬の酒一合 隣家 母無くて結ひ合ふ髪や盆の月 病臥 我が肩に蜘緋（くも）の糸張る秋の暮 今日も亦雨なるに、ここ二、三目見えぬ末の妹や小鈴を 恋しむ。三味線のきき度き心もをかし。 泣きたさをふと歌ひけり秋の暮 久しく叔母の家に秘め置きし木の足の望みもはてし今は、 焚き物にでもせよかしと云ひやりぬ。 人に秘めて木の足焚（た）きね暮るゝ秋 （註・「焚きね」は焚きなさいの意） 我が尻に似てしなびたる糸瓜（へちま）かな 病中 ひだるさに夜明け待たるる蟲の声 紋帳吊るも寒さしのぎや蟲の宿 己が影を踏みもどる児よ夕蜻蛉 こほろぎや仮の枕のくされ本 冬の夜やいさゝか足らぬ米の銭 小庵駄菓子を売る 小春日や客まかせなる箱の銭 凩（こがらし）や薪のそゝくれ噛む小犬 木の如く凍てし足よな寒鴉（かんがらす） 足の凍てたる冬季は綿子にくるまって這いつつ用を足す 犬猫と同じ姿や冬座敷 （註・綿子は真綿で作った着物） 膝つ子の人形屑（へち）にぬくもる雪催ひ （註・人形屑（へち）はおがくずで固めて 作った人形の、余分についている屑） 蟻共の尻みな光る春日かな 小松島 行く春や蘆間（あしま）の水の油色 （註・小松島は現在の墨田区寺島三丁目一帯の俗称にし て、当時墨田堤の土手外の島の如き約三万坪の地を指し て斯く呼べり。） 船の子の橋に出遊ぶ紋喰鳥（かくひどり） （註・蚊喰鳥は蝙蝠のこと） 病妹 かそけくも咽喉（のど）鳴る妹（いもと）よ鳳仙花（ほうせんか） 死期近しと夕な愁ひぬ鳳仙花 あぶれ蚊や夜なべの灯吊る壁のもと 乏しさの湯槽（ゆぷね）に浸（ひ）たり冬の雁 宵ひそと一夜飾りの幣（ぬさ）裁（た）ちぬ たまさかは夜の街見たし夏はじめ 鶏頭枯るゝ照りに墓地の蚊おとろへず 墓地越しに街裏見ゆる花木槿（はなむくげ） 母脳溢血 母のみとりに仏灯忘る宵の冬 冬田越しに巷（ちまた）つくれる灯（ともし）かな 亡き人々を夢に見て 夢に見れば死もなつかしや冬木風 行く年やわれにもひとり女弟子 葛飾（かつしか）や釣師ゆきかふお元日 水のよな雲を透（す）く日や菖蒲咲く 簀（す）の外の路照り白らむ心天（ところてん） 病床未だ離れがたき身の声風が手すさびに写真を撮りて 面影の囚（とら）はれ人に似て寒し ひやひやと芦透（す）けて見ゆ焚火かな 獅子舞のひそと鎖（さ）しゐて夕餉かな 病み臥（ふ）して啄木忌知る暮の春 夜桜や街あかりさす雲低し 行人の螢くれゆく娼婦かな 街折れて闇にきらめく御輿（みこし）かな 秋風の背戸からからと昼餉かな 蟲売や宵寝のあとの雨あがり 遠（を）ち方（かた）の鶏音に覚めし深雪（みゆき）かな ロダン追想 闊歩（かつぽ）して去りし人恋ふ夜半の冬 遠火事に物売通る静かかな すべもなき唖が身すぎか猿廻し 病体夜々寝汗になやむ 夜着うすくして淋しらや春浅き 貸本屋をいとなみ一年に及ぶ なりはいの紙魚（しみ）と契りてはかなさよ 老郵便夫の労をねぎらうべく寸志を贈る 老が汗のよすがともなし郵便夫 夕照りやしろじろ寒き家あはひ 女親しう夜半（よは）を訪ひよる蒸し暑き 妓によする 紫陽花（あじさい）やなりはひにあるを佗びて弾く 女出て螢売呼ぶ軒浅き 風鈴売荷をあげてゆき昼ひそむ すみだ川舟遊 夜釣りの灯なつかしく水の闇を過ぐ |

## 評価
- 「 『不具と病気と貧困とが、彼の精神に、抵抗素を植えつけた。この強さが、今日の多くの遊俳たちの句から、彼の句を区別する。』『彼が死んだ大正12年には、彼より5才年上の秋桜子も、12才年上の富安風生も、まだ一家をなすに至っていなかった。……20才代にして、このような特異な完成した境地を打ちたてた作家は、後に芝不器男が現れるまでは誰もいないのだ。だが青春俳句というには、あまりにも悲しくすんでいる。』」（山本健吉「現代俳句」より）
- 『境遇への同情の心を傾けるより先に、彼の句の清純さは、われわれの襟を正さしめる。彼の短命は悲しむべきだが、己を生かしきったことは偉とすべきだ』（大野林火「近代俳句の鑑賞と批評」より）
- 『声高ではないが、自分の境涯を身辺の風物に託して詠んでいる。そのつつましさが好ましい。俳句では、その制約上自然の風詠に仮託する形が多くなってくるが、その中に富田木歩や村上鬼城や花田春兆らの「境涯俳句」の系譜がある。障害者が境涯をうたうことは存在意義であり、ある意味で自明ともいえるだろう。障害者が境涯をうたわず、不特定多数にまぎれて鎬を削っていこうとすれば、二倍、三倍の刻苦が必要になってくるだろう。その道を究めた人は少ない。』（中島虎彦「『花田春兆著 鬼気の人 － 俳人富田木歩の生涯 』書評」より」

## 著作
- 新井声風編 編『木歩句集』素人社書屋〈現代俳句叢書 外篇〉、1934年9月。 NCID BA33256819。全国書誌番号:46086846。
- 新井声風編 編『木歩文集』素人社書屋、1934年12月。 NCID BA33256819。全国書誌番号:47020106。
- 新井声風編 編『富田木歩全集』素人社書屋、1935年9月。 NCID BA45909512。全国書誌番号:47012592。
- 新井声風編 編『定本木歩句集』交蘭社、1938年8月。 NCID BA78817533。全国書誌番号:46074509。
- 新井声風編著 編『現代俳人鈔』 第1集、俳句研究社〈現代俳句と評論・随想シリーズ〉、1964年12月。 NCID BN13483194。全国書誌番号:65000417。
- 新井声風編 編『決定版 富田木歩全集』世界文庫、1964年12月。 NCID BN13483026。全国書誌番号:65009480。
- 新井声風編 編『富田木歩句集』世界文庫〈世界文庫 1〉、1966年2月。 NCID BN15065719。全国書誌番号:66003921。
- 新井声風編 編『富田木歩文集』世界文庫〈世界文庫 2〉、1966年8月。 NCID BN13483922。全国書誌番号:67007816。
- 『日本詩人全集』 30巻、新潮社、1969年5月。 NCID BN02597034。全国書誌番号:75029189。
- 『現代俳句集成』 第4巻、河出書房新社、1982年3月。 NCID BN00369436。全国書誌番号:82026651。
- 小沢信男編 編『松倉米吉・富田木歩・鶴彬』イー・ディー・アイ〈EDI叢書 9〉、2002年8月。 NCID BA58718550。全国書誌番号:20312500。

## 参考資料
- 花田春兆著「鬼気の人－俳人富田木歩の生涯」こずえ社、1975年。
- 加藤謙次著「小説富田木歩」世界文庫、1966年1月。
- 上田都史著「小説富田木歩」永田書房、1978年5月。
- 江宮隆之著「凍てる指」河出書房新社、1992年4月。ISBN 978-4309007557
- 吉屋信子著「底のぬけた柄杓－憂愁の俳人たち－『墨堤に消ゆ』（富田木歩）」朝日新聞社、1979年6月。
- 墨田区教育委員会事務局生涯学習課文化財担当編集『文化財ニュース第1号〜第37号』墨田区教育委員会、2003年、第1号頁。
- 福永法弘著「夢に見れば死もなつかしや 小説・木歩と声風」角川学芸出版、2007年1月。